# Skatavica
Skatavica je naseljeno mjesto u sastavu općine Čelinac, Republika Srpska, BiH.

## Stanovništvo
| Skatavica          |              |
| godina popisa      | 1991.        |
| Srbi               | 145 (97,32%) |
| Hrvati             | 0            |
| Muslimani          | 0            |
| Jugoslaveni        | 0            |
| ostali i nepoznato | 4 (2,68%)    |
| ukupno             | 149          |